# 18 Essential Songs
18 Essential Songs es un álbum recopilatorio de la cantante de rock y blues estadounidense Janis Joplin, publicado en 1995 por Columbia Records. Alcanzó el estatus de disco de oro el 12 de abril de 1999.

## Lista de canciones
1. Trouble In Mind – 2:54
2. Down On Me – 2:05 (de Big Brother and the Holding Company)
3. Bye Bye Baby – 2:38 (de Big Brother & The Holding Company)
4. Ball And Chain – 8:13 (en vivo en el Monterey Pop Festival)
5. Piece Of My Heart – 4:26
6. I Need A Man To Love – 4:51 (de Cheap Thrills)
7. Summertime – 4:06 (de Cheap Thrills)
8. Try (Just A Little Bit Harder) – 3:56 (de I Got Dem Ol' Kozmic Blues Again Mama!)
9. One Good Man – 4:09 (from I Got Dem Ol' Kozmic Blues Again Mama!)
10. Kozmic Blues – 4:22 (de I Got Dem Ol' Kozmic Blues Again Mama!)
11. Raise Your Hand – 2:18
12. Tell Mama – 5:47
13. Move Over – 3:40 (de Pearl)
14. Mercedes Benz – 1:46
15. Get It While You Can – 3:23
16. Half Moon – 3:52 (de Pearl)
17. Trust Me – 3:15 (de Pearl)
18. Me And Bobby McGee – 3:58 (de Pearl)

## Personal
- Janis Joplin – voz
- James Gurley, John Till, Jorma Kaukonen, Michael Bloomfield – guitarras
- Sam Andrew – guitarras, coros
- Gabriel Mekler, Richard Kermode – teclados
- Ken Pearson – órgano
- Richard Bell – piano
- Cornelius "Snooky" Flowers – saxo barítono
- Terry Clements – saxo tenor
- Luis Gasca – trompeta
- Brad Campbell, Peter Albin – bajo
- Clark Pierson, Dave Getz, Lonnie Castille, Maury Baker, Roy Markowitz – batería, percusión
- Producido por Jorma Kaukonen, Bob Shad, John Phillip, Lou Adler, Elliot Mazur, Gabriel Mekler, Paul A. Rothchild
- "Tell Mama" remezclada por Elliott Mazur